# Lathromeromina
Lathromeromina is een geslacht van vliesvleugeligen uit de familie Trichogrammatidae. De wetenschappelijke naam van dit geslacht is voor het eerst geldig gepubliceerd in 1983 door Livingstone & Yacoob.

## Soorten
Het geslacht Lathromeromina omvat de volgende soorten:
- Lathromeromina tingiphaga (Livingstone & Yacoob, 1983)
- Lathromeromina transiseptata (Lin, 1994)